# Charilaos
Charilaos (gr. Χαρίλαος) – siódmy Eurypontyda Sparty. Sprawował władzę wspólnie z Archelaosem jako Agiadą w VIII w. p.n.e. (ok. 780–750 p.n.e.) i od nich właśnie wyrocznia zażądała oddania części zajętego terytorium Apollonowi.